# Claudia Burton Bradley
 (août 2025).
Claudia Burton Bradley, née le 28 novembre 1909 à Richmond, dans l'État de Nouvelle-Galles du Sud en Australie, et morte le  5 octobre 1967 à Cremorne, dans le même État, est une orthopédiste, pédiatre et pharmacienne britannique. Son principal axe de recherche reposait sur la paralysie cérébrale, et ses découvertes lui ont permis de devenir directrice médicale de The Spastic Center, aujourd'hui le Cerebral Palsy Alliance, en Nouvelle-Galles du Sud et fondatrice du Australian Cerebral Palsy Association.

## Jeunesse
Bradley est née en 1909 de Alan Godfrey Burton Bradley et Ruby Malvina Drayton à Richmond en Nouvelle-Galles du Sud. Alan Burton Bradley était le fils de Henry Burton Bradley, qui était à son tour le neveu de William Westbrook Burton. Claudia Burton Bradley a reçu son diagnostic de diabète à l'âge de onze ans, et elle a été l'une des premières diabétiques à recevoir un traitement à l'insuline. Les traitements et interventions médicales qu'elle a reçu à un jeune âge l'on influencée grandement dans son choix de carrière. Suivant sa graduation de Cleveland Street Intermediate High School à Sydney en 1928, elle a commencé des études universitaires en arts et en pharmacie à l'Université de Sydney. Bradley a reçu sa qualification en tant que pharmacienne en 1930 et, trois ans plus tard, elle a commencé à travailler à la pharmacie du Western Suburbs Hospital. En 1938, elle a interrompu sa carrière de pharmacienne pour retourner sur les bancs d'école dans le but de compléter un programme de baccalauréat en médecine et de baccalauréat en chirurgie (MBBS), l'équivalent de l'actuel doctorat en médecine offert dans plusieurs pays occidentaux. Elle a finalement obtenu son diplôme de médecine en 1943.

## Carrière
En 1944, Bradley a commencé sa résidence médicale au Royal North Shore Hospital à Sydney. Par la suite, elle a été transférée au Rachel Forster Hospital for Women and Children. Un an plus tard, en 1945, elle a reçu le titre de première directrice médicale du Spastic Center de Nouvelle-Galles du Sud. Au cours de la même année, elle s'est mariée à Joel Austen Phillips, un homme d'affaires retraité. Dans les années suivantes, elle a été nommée assistante clinique honorifique en physiothérapie au Royal North Shore Hospital et assistante-chirurgienne orthopédique au Rachel Forster Hospital for Women and Children.
Bradley travaillait particulièrement avec les cas de paralysie cérébrale ; elle était impliquée en recherche internationale et elle avait mis sur pieds une approche pluridisciplinaire pour les traitements et la réadaptation. De plus, elle militait pour maintenir la dignité des enfants atteints de paralysie cérébrale en tant que semblables, et elle encourageait ces enfants à mener des vies utiles et indépendantes,. Bradley a également fondé la Australian Cerebral Palsy Association en 1952, l'année au cours de laquelle elle a été nommée membre honorifique du American Academy for Cerebral Palsy.

## Vieillesse
En 1962, Bradley a dû prendre sa retraite en raison de la détérioration de sa santé en lien avec son diabète. En 1966, elle a été nommée membre de l'Ordre de l'Empire britannique pour ses efforts dans la recherche de traitements contre la paralysie cérébrale,. Bradley est finalement morte le 5 octobre 1967 de complications d'une occlusion coronaire à Cremorne, en Nouvelle-Galles du Sud.